# The Old Man and the Key
"The Old Man and the Key" är avsnitt 13 från säsong 13 av Simpsons och sändes i USA på Fox den 10 mars 2002. I avsnittet börjar farfar, Abraham Simpson, dejta sin nya granne Zelda. För att vinna hennes kärlek skaffar han körkort igen, men då han förlorar det lämnar Zelda honom för Zack. Avsnittet skrevs av Jon Vitti och regisserades av Lance Kramer. Vitti fick iden till avsnittet från en artikel han läste om ålderdomshem. Olympia Dukakis gästskådespelar som Zelda och Bill Saluga som Ray J. Johnson. Låten "Ode to Branson" som komponerades av Alf Clausen och text av Carolyn Omine från avsnittet nominerades till en Primetime Emmy Award för "Outstanding Music And Lyrics".

## Handling
Familjen Simpson får ett samtal från ålderdomshemmet som säger att Abraham Simpson avlidit. De åker dit för att säga farväl till honom men upptäcker att han lever och att det var grannen Sampson som dog. Farfar får under deras besök en ny granne som ersätter Sampson, kvinnan Zelda. Farfar bestämmer sig för att imponera på henne och inser att han måste få tillbaka sitt körkort, då han ser att hon blir imponerad av dessa personer. Farfar får tillbaka sitt körkort och Homer lånar ut sin bil till honom så att han kan åka på dejt med henne. Farfar kommer hem tidigt på morgonen och Homer och Marge berättar för honom att hon är slampa och gillar  honom bara för han kan köra. Farfar vägrar inse det, men då han kraschar Homers bil förlorar han körkortet. Zelda berättar för farfar att hon bokat in dem på en resa till Branson, Missouri men då han berättar att han inte har  bil längre slutar hon dejta honom och går över till Zack som har en minibuss. 
Farfar bestämmer sig då för att stjäla Marges bil och åker med Bart till Branson för att vinna tillbaka Zelda. Då familjen upptäcker att Bart och farfar försvunnit hittar de en broschyr från Branson och åker dit, men åker fel och hamnar i Bronson, Missouri. Zack och Zelda ser en föreställning i Branson med gamla kändisar som Ray Jay Johnson, Mr. T, Charo, Yakov Smirnoff, Charlie Callas, Bonnie Franklin och Adrian Zmed. Farfar och Bart kommer till showen strax efter att resten av familjen kommer dit. Farfar går upp på scenen för att prata med Zelda och han berättar för henne inför publiken att hon är slampa och hon blir ledsen och flyr. Farfar ropar sen upp sin familj på scenen och de kramas innan de tillsammans lämnar scenen.

## Produktion
"The Old Man and the Key" skrevs av Jon Vitti och regisserades av Lance Kramer och sändes i USA på Fox den 10 mars 2002. Idén kom från Vitti som blev inspirerad av en artikel han läste om ålderdomshem. Artikeln berättade att ålderdomshem är som high schools numera, de som har körkort är populära. Vittis idé var att avsnittet skulle handla om hur farfar skulle bete sig om han var en tonåring och Homer hans pappa. I avsnittet utmanar Souvenir Jackitos farfar på ett dödsrace. Deras utformning baserades på observation av författarna. Författarna tycker att de enda som köper dyra varumärkesskyddade jackor är gamla människor som vill se yngre ut.
Då farfar och Bart kör till Branson lyssnar de på radio. Eftersom scenen består av ljudliga skämt fick författarna lista ut hur man kunde visa det visuellt. Under bordsläsningen fick scenen mest skratt men den var svårast att göra för animatörerna. I showen som de besöker sjunger kändisarna "Ode to Branson" vars musik skrevs av Alf Clausen och skrevs av Carolyn Omine. Matt Selman gillade mest delen med Mr. T. Olympia Dukakis gästskådespelar som Zelda och Bill Saluga som sin rollfigur Ray J. Johnson. Rösten till Zack gjordes av Hank Azaria som gjorde en parodi på Clark Gable.

## Kulturella referenser
I en scen har farfar en Zoot suit från 1940-talet. När farfar och Zelda är ute på en dejt gör ZZ Top en del av "Sharp Dressed Man". Då farfar pratar med "Souvenir Jackitos" i Kwik-E-Mart är scen en referens på West Side Story. Dödsracet är en referens till Ung rebell. Platsen där racet äger rum är en referens till Los Angeles River. I slutet säger Lisa att avsnittet var en produktion av Gracie Films som en referens till Filmways.

## Mottagande
Avsnittet fick en Nielsen ratings på 7.9, vilket gav 7,9 miljoner tittare och hamnade på plats 19 över mest sedda program under veckan. Låten "Ode to Branson" nominerades till en Primetime Emmy Award för Outstanding Music And Lyrics. Låten finns med på albumet,  The Simpsons: Testify. Hos Project:Blu anser Nate Boss att farfar inte är så rolig i avsnittet och skämten är för få och kommer för sällan. Ryan Keefer på DVD Talk har kallat avsnittet för gränsen till smärtsamt och ett av säsongens sämsta. Casey Broadwater på Blu-ray.com anser att avsnittet rör sig för långsamt i handlingen, och R. L. Shaffer på IGN anser att avsnittet representerar ett av de sämsta av Simpsons. Ron Martin på 411Mania gillar skämtet att Bronson är en mecka för gamla personer. Jennifer Malkowski på DVD Verdict gav avsnittet betyget, B. Colin Jacobsson på DVD Movie Guide  anser att även om farfar är i huvudsak en skämtsam när han är ensam blir skämten här också ganska kul och han anser att avsnittet var sympatiskt.
Avsnittet innehåller en scen då farfar skäller på ett moln, vilket har blivit ett av de mest uppskattade klippen och har använts bland annat hos The Daily Show. Malkowski på DVD Verdict och Jacobsson på DVD Movie Guide anser att den delen är det bästa i avsnittet. Sedan Clint Eastwood pratade på republikanska nationalkonventet under 2012 började det spridas en parodi på scenen på nätet.